# علاءالدین یوسف
علاءالدین یوسف (انگلیسی: Ala'a Eldin Yousif؛ زادهٔ ۳ ژانویهٔ ۱۹۸۲) بازیکن فوتبال اهل سودان است.
از باشگاه‌هایی که در آن بازی کرده‌است می‌توان به باشگاه فوتبال المریخ و باشگاه فوتبال الهلال ام درمان اشاره کرد.
وی همچنین در تیم ملی فوتبال سودان بازی کرده‌است.